# Lago Utterslev

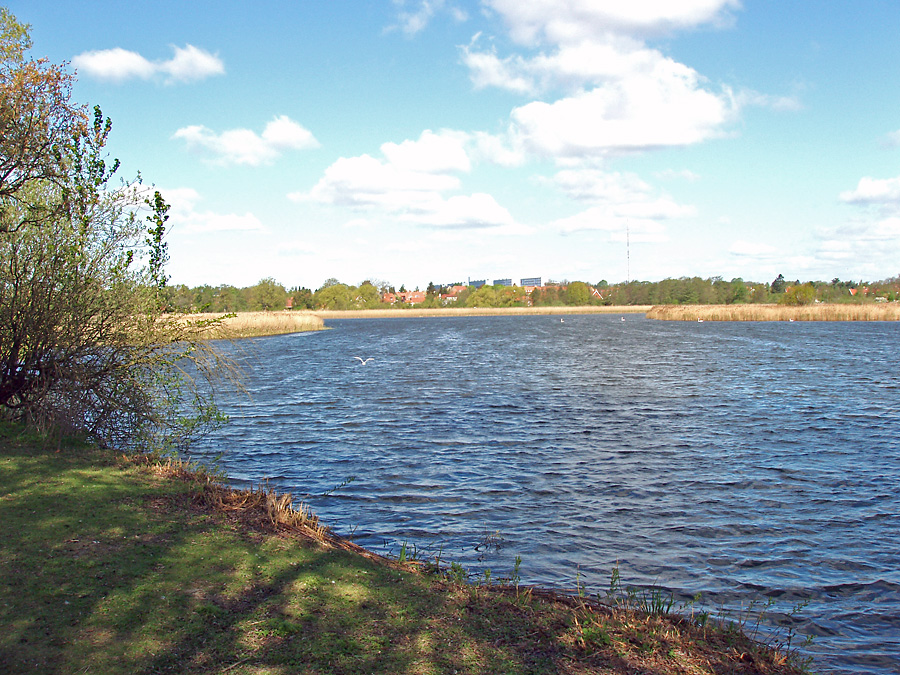
Utterslev Mose

O Lago Utterslev está localizado no noroeste de Copenhaga, entre os municípios de Gladsaxe, Søborg, Bispebjerg e Brønshøj, e antigamente fazia parte da muralha Vestvolden, que se estendia da Bacia de Køge, no sul, ao Lago Utterslev, no norte, e pertencia à rede de Fortificações de Copenhague. A muralha Vestvolden foi fechada em 1920 e é agora uma área de recreação. Em 2000, o lago se tornou área de proteção para possibilitar a preservação dos seus recursos biológicos, paisagísticos e recreativos. .
O Lago Utterslev é uma formação natural. Cobre uma área de 1 por 3 quilômetros e se compõe de lagos e ilhotas com rica fauna de aves. Originalmente, o lago era um pântano com um fosso central mas, nos anos 1930, ele foi escavado (como parte de um projeto para criação de empregos) e foi criado um parque ao seu redor. Os grandes e antigos salgueiros vistos às margens do lago foram plantados na ocasião.